# NGC 2663
NGC 2663 (другие обозначения — ESO 371-14, MCG -6-20-1, PGC 24590) — эллиптическая галактика (E) в созвездии Компаса. Открыта Льюисом Свифтом в 1886 году.
Галактика удалена на 27 мегапарсек. В галактике нет звёздного диска, но есть газовый, также в галактике присутствует активное ядро. Возможно, NGC 2663 имеет форму трёхосного эллипсоида или вытянутого эллипсоида вращения.
Этот объект входит в число перечисленных в оригинальной редакции «Нового общего каталога».